# Amandine Mauricette
Amandine Mauricette (Les Abymes, 1º giugno 1985) è una pallavolista francese.
Gioca nel ruolo di schiacciatrice nel Pays d'Aix Venelles Volley-Ball.

## Carriera
Amandine Mauricette, sorella di un'altra giocatrice di pallavolo, Bénédicte Mauricette, dopo aver militato in diverse squadre giovanili, fa il suo esordio nel massimo campionato francese con il Vandœuvre Nancy Volley-Ball. Nel 2004 passa nel Racing Club Villebon 91 dove resta fino al 2006 quando viene ingaggiata dal Pays d'Aix Venelles Volley-Ball. Nel 2007 ottiene la prima convocazione in nazionale.
Per due stagioni gioca per La Rochette Volley, fino a che la squadra non fallisce nel 2009: nello stesso anno con la nazionale partecipa all'European League, chiusa al quarto posto e al campionato europeo chiuso al penultimo posto.
Nella stagione 2009-10 fa nuovamente ritorno nella squadra di Venelles.